# Physical Review Special Topics: Accelerators and Beams
Physical Review Special Topics: Accelerators and Beams (abrégé en Phys. Rev. Spec. Top. Accel. Beams) est une revue scientifique à comité de lecture qui publie des articles en libre accès dans le domaine des accélérateurs de particules.
D'après le Journal Citation Reports, le facteur d'impact de ce journal était de 1,630 en 2009. Actuellement, le directeur de publication Frank Zimmermann (CERN, Suisse).